# Opa-locka Executive Airport

i7
i11
i13

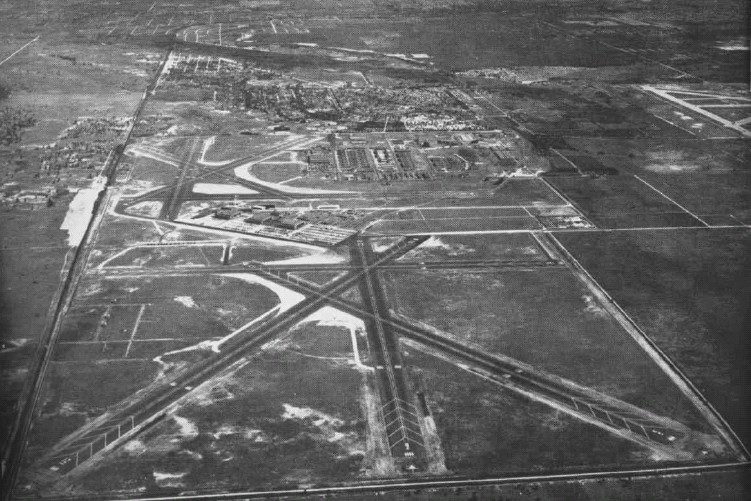
Naval Air Station Miami (etwa 1946/47)

Der Opa-locka Executive Airport (IATA-Code: OPF, ICAO-Code: KOPF)  ist ein größerer nationaler Flugplatz in der Kleinstadt Opa-locka (City) im Miami-Dade County in Florida.

Er dient hauptsächlich zur Entlastung des nahegelegenen Flughafen Miami, daher wird der Flughafen hauptsächlich von kleineren Flugzeugen im nationalen Verkehr angeflogen. Weiterhin dient er der  U.S. Coast Guard als Air/Sea Rescue Station.

## Zwischenfälle
- Am 22. Juli 1978 fielen an einer Curtiss C-46A-60-CK Commando der US-amerikanischen DR & M Incorporated (Luftfahrzeugkennzeichen N157K) beide Triebwerke aus. Dies erzwang eine Notwasserung querab des Ausgangsflugplatzes Opa-Locka. Alle drei Besatzungsmitglieder, die einzigen Insassen auf dem Trainingsflug, überlebten den Unfall.[2]

- Am 11. Mai 1992 kollidierte eine Convair CV-580 der US-amerikanischen Laredo Air (N73107) auf dem Flugplatz Opa-Locka nach einem Ausfall der Bremsen mit einer Lockheed L-188 Electra (N360WS). Personen kamen nicht zu Schaden, aber das Flugzeug wurde irreparabel beschädigt.[3]

- Am 6. Dezember 2001 musste eine Convair CV-580 der US-amerikanischen Trans-Air-Link (N582HG) nahe Sunny Isles Beach (Florida, USA) notgewassert werden. Die Ursache war Treibstoffmangel auf dem Überführungsflug zum nur noch rund 20 Kilometer entfernten Flugplatz Opa-Locka, verursacht durch eine Kombination von Fehlern des Stationspersonals, der Besatzung und fehlerhafte Tankanzeigen. Beide Piloten, die einzigen Insassen, überlebten den Unfall.[4]

- Am  4. Dezember 2004 war eine Convair CV-340-70 der US-amerikanischen Miami Air Lease (N41626) vom Flugplatz Opa-Locka zu einem Frachtflug nach Flughafen Nassau (Bahamas) gestartet. Etwa drei Meilen vor der Küste, in einer Höhe von 3.000 Fuß, spürte der Kapitän ein Vibrieren des Flugzeugs und sah Rauch aus dem Motor Nr. 1 aufsteigen. Dessen Propeller konnte nicht in die Segelstellung gebracht werden. Daraufhin machte der Kapitän eine Notwasserung in der Maule Lake Marina in Miami. Das Triebwerk Nr. 1 war 9 Wochen vorher wegen exzessiven Ölverbrauchs ausgebaut und eingelagert worden. Da das dann eingebaute Triebwerk Metallspäne erzeugte, wurde der eingelagerte Motor mit einem anderen Propeller wieder eingebaut. Bei der Untersuchung der Propellerbaugruppe wurde eine Metallverunreinigung im gesamten System festgestellt; die Dichtung des Reglersiebs des Propellers war mit Metallverunreinigungen verstopft. Ursache des Ausfalls war die unsachgemäße Wartung des linken Triebwerks durch das Wartungspersonal des Unternehmens, was zu einem Totalausfall des Hauptstangenlagers und zu einer Verunreinigung des Motorölsystems mit Metall führte, wodurch der linke Propeller nicht mehr korrekt laufen konnte. Dies führte dazu, dass das Flugzeug nach dem Verlust der Motorleistung die Höhe nicht mehr halten konnte. Außerdem hatten der Flugzeugbetreiber und die Flugbesatzung das maximal zulässige Startgewicht des Flugzeugs überschritten. Beide Piloten, die einzigen Insassen auf dem Frachtflug, überlebten den Unfall.[5]

- Am 8. Februar 2019 zerbrach eine Convair CV-340/C-131B der Conquest Air Cargo (N145GT) auf einem Frachtflug vom Flughafen Nassau (Bahamas) zum Flugplatz Opa-Locka beim Versuch einer Notwasserung nach kontinuierlichem Höhenverlust. Die Maschine schlug etwa 20 Kilometer östlich des Stadtteils Bay Harbor Islands von Miami (Florida) im Meer auf, etwa 37 Kilometer vor dem Zielflugplatz Opa-Locka.[6] Der Kapitän kam dabei ums Leben, der erste Offizier erlitt zwar schwere Verletzungen, konnte aber dennoch zum Unfallhergang befragt werden.[7]